# Nerd

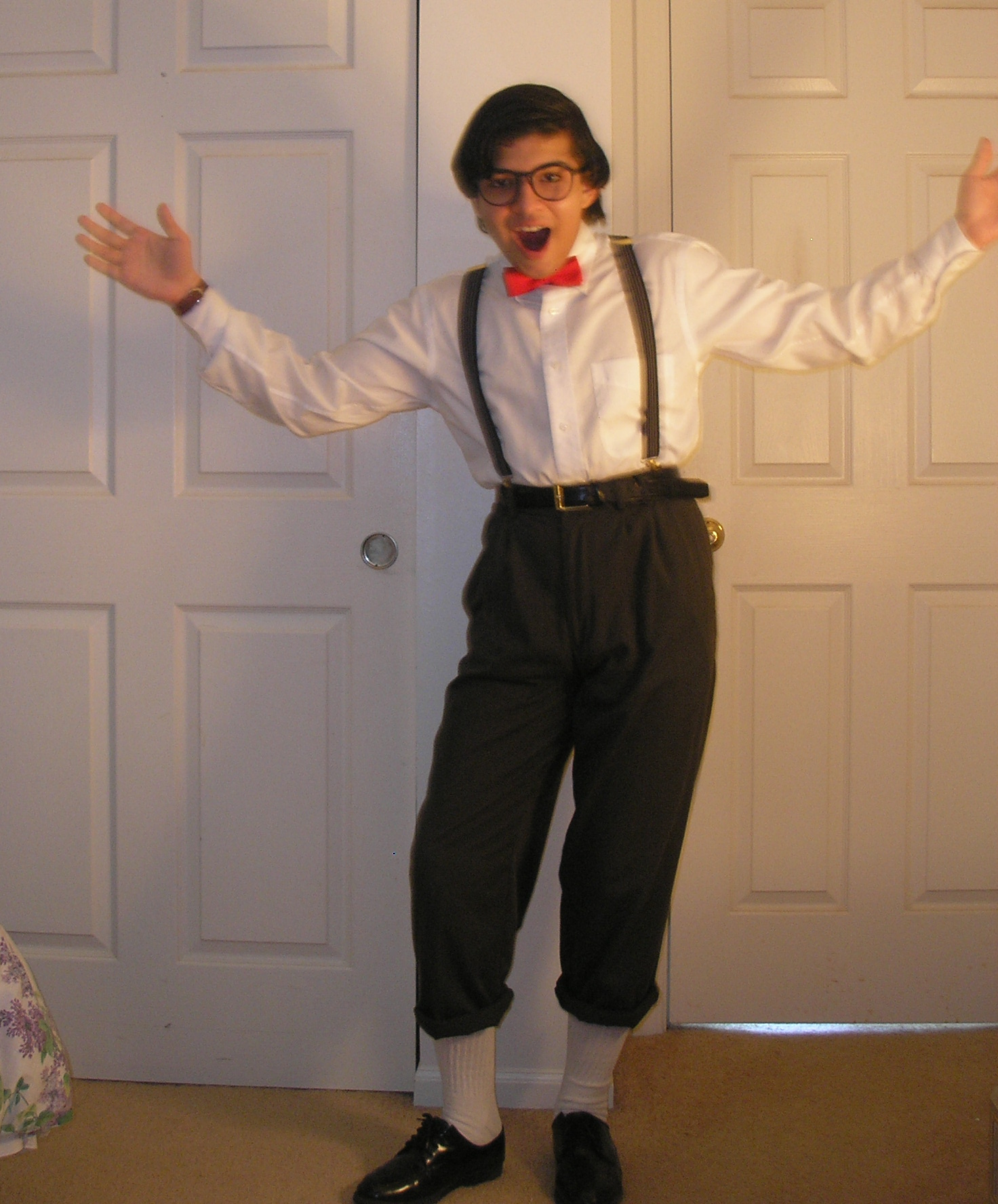
Stereotiepe nerd

Nerd is een term die wordt gebruikt voor mensen wier interesses wat betreft wetenschap, boeken, spellen, stripverhalen, films, verzamelartikelen, muziek e.d. afwijken van de mainstream. De term kan pejoratief zijn, of kan worden gebruikt als een geuzennaam of als blijk van waardering. De afwijkende factor van de interesses ligt erin dat deze door de mainstream als niche worden gezien, en dat de mensen die als nerds worden beschouwd hier bovengemiddeld veel tijd aan besteden. 
De stereotiepe nerd wordt gekenmerkt door een niet-modieuze kledingstijl, die vaak als ouderwets of afwijkend van de op dat moment heersende modetrends wordt beschouwd. De nerd beoefent een hobby die doorgaans als saai wordt beschouwd, zoals postzegels verzamelen of insecten prepareren. Een ander stereotype is dat nerds fan zijn van sciencefiction-series, stripboeken en computerspellen.
Nerds zijn minder geneigd om de mode en trends van de mainstream te volgen. Dit kan zijn vanwege een sterke afkeer van de banaliteit van de grote groep, of simpelweg uit desinteresse. Ook hebben nerds vaak sterke eigen ideeën hebben over wat zij leuk of belangrijk vinden. Een gedeelte ontleent een gevoel van trots en eigenwaarde aan het op deze manier afwijken van de norm. Nerds zoeken echter niet noodzakelijkerwijs afstand van de meerderheid. 
Nerds hechten geregeld veel waarde aan het verzamelen van informatie of goederen die samenhangen met hun specifieke interesses. Dit is tevens een kenmerk van autisme, waardoor er overlap is tussen deze groepen.

## Oorsprong en stereotypering
Volgens één verklaring is nerd een acroniem, ontstaan bij Northern Electric Research and Development (nu Nortel Networks). De uitrusting van de werknemers zou het opschrift N. E. R. D. gedragen hebben. Een andere beschrijft een mondelinge oorsprong binnen de ingenieursopleiding RPI in Troy, Verenigde Staten, via het scheldwoord knurd, d.i. dronken (drunk) van achter naar voren gelezen en uitgesproken met de -kn- van knee, knife, knock out en know. Het werd daar gebruikt om ‘mensen die liever studeren dan feesten’ aan te duiden.
Nerd is een element in de Amerikaanse jeugdtaal en werd vooral bekend door de jeugdreeks Happy Days. Daardoor werd het ook een internationaal begrip.
Het beeld van de stereotiepe nerd is vooral gevormd door de moderne media, zoals in de sitcom Family Matters, waarin acteur Jaleel White het personage Steve Urkel op een karikaturale wijze gestalte geeft als een jongetje met een door gele bretels hoog opgetrokken broek, een rode geruite blouse die helemaal is dichtgeknoopt en sprekende met een piepstemmetje.

## Sociale status
Wat iemand een nerd maakt, is een subjectief gegeven. Over het algemeen wordt de term als scheldwoord gebruikt om mensen aan te duiden die vanwege hun afwijkende kledingstijl, uiterlijk, interesses, studie-ijver en/of hoge intelligentie buiten de groep vallen. Meestal verkeren ze in isolement, ofwel door uitstoting, of omdat ze zich zelf boven de massa verheven voelen. Toch zijn al deze kenmerken niet automatisch essentieel om een "nerd" te worden genoemd. Zo zijn er mensen die niet uitzonderlijk intelligent of intellectueel zijn, maar enkel vanwege hun streberige uiterlijk of beperkte vriendenkring toch tot de "nerds" worden gerekend. Andersom zijn er dan ook intellectuelen die men niet als nerds bestempelt, omdat ze er niet opvallend excentriek uitzien en juist een grote vriendenkring hebben.

## Subcultuur
De laatste decennia zijn er mensen die de term "nerd" als een geuzennaam opvatten en in een groep van gelijkgezinden zich hiermee van de grote groep onderscheiden. 
In Vlaanderen bestaan bijvoorbeeld de podcast Nerdland Maandoverzicht en het bijhorende Nerdlandfestival. 

## "Geld, macht en succes"
Het feit dat er onder jongeren een grote groepsdwang bestaat om zich wat betreft kleding, muziekvoorkeur, gedrag en interesses aan elkaar aan te passen, maakt dat degenen die zich daaraan kunnen onttrekken, vaak personen met een sterk karakter zijn. Nerds zijn daardoor niet zelden succesvol in hun latere leven. Typische als computernerds beschouwde personen als Bill Gates en Mark Zuckerberg werden met Microsoft en Facebook op jonge leeftijd de rijkste mensen ter wereld. De Britse krant The Guardian betoogde zelfs: "Nerds rule the World" in een artikel van januari 2011. Daarin staat onder meer: "Dus, nerds van deze wereld, laat de coole kids de eerste 20% van het leven maar de baas spelen en laat ze maar bovenaan de pikorde staan op het schoolplein. Maar na het eindexamen zullen je intelligentie en je ijver jullie geld, macht en succes brengen."
Ook in Nederland worden nerds door maatschappelijke analisten beschouwd als deel van de zogenaamde "creatieve klasse". Nerds zijn binnen die creatieve klasse voornamelijk de mensen met een baan in de ICT- en high tech-industrie; een groep waaraan door sommige wetenschappers een speciale waarde voor de economie wordt toegeschreven en die een indicator is voor de voorraad 'human capital' in een bepaalde gemeenschap.
Het boek van David Anderegg Nerds. Who They Are and Why We Need More of Them (Nerds, wie dat zijn en waarom wij er meer nodig hebben) toont eveneens aan dat degenen die in hun jeugd als nerd worden beschouwd, in hun latere leven een meer dan gemiddeld maatschappelijk nut hebben.

## Varianten
Het stereotype "gekke professor" (of "verstrooide professor") heeft veel met de nerd gemeen, met het verschil dat de laatste term in het algemeen voor jonge mensen gebruikt wordt, terwijl met de eerstgenoemde term vaak een oudere, hooggeleerde zonderling bedoeld wordt.
Een variant op de nerd is de "geek". Dat is een vriendelijkere, Engelse benaming voor iemand die gek is op technologie, computers en/of populaire cultuur of cult-zaken.

## Fictieve nerds
- Michel Djerzinski uit de roman Elementaire deeltjes
- Gerard Meijer uit het boek Meijer
- Hermelien Griffel uit de boekenreeks Harry Potter
- Diverse personages in de film Revenge of the Nerds
- Diverse personages in de televisieserie The Big Bang Theory
- Napoleon Dynamite
- Steve Urkel
- Jimmy Neutron
- Koentje in Darkwing Duck
- Martin Prince en Milhouse Van Houten uit The Simpsons
- Professor Julius Kelp uit The Nutty Professor
- Harvey Johnson uit Bye Bye Birdie
- Shelton Klutzberry uit De Vervangers
- Baljeet uit Phineas en Ferb
- Brilsmurf uit De Smurfen
- Ernst uit Ernst, Bobbie en de rest
- Carl Sweetchuck uit Police Academy
- Spencer Reid uit Criminal Minds
- Dustin Henderson uit Stranger Things